# Polonia al Turkvision Song Contest
La Polonia  avrebbe dovuto debuttare nell'edizione 2017 del concorso canoro, dopo la cancellazione dell'evento lo stato ha debuttato all'edizione 2020.

## Partecipazioni
- Primo posto
- Secondo posto
- Terzo posto
- Ultimo posto

| Anno                                    | Artista          | Canzone               | Posizione           | Punti               | Note                |
| --------------------------------------- | ---------------- | --------------------- | ------------------- | ------------------- | ------------------- |
| Nessuna partecipazione dal 2013 al 2015 |                  |                       |                     |                     |                     |
| 2017                                    | Olga Shimanskaya | "Masal gibi bu dünya" | edizione cancellata | edizione cancellata | edizione cancellata |
| 2020                                    | Mishelle         | Doğma yerlər          | 18                  | 172                 |                     |